# Rijksweg 13
Rijksweg 13 (A13) is een rijksweg in Nederland uitgevoerd als autosnelweg. De A13 begint bij knooppunt Ypenburg in Den Haag en eindigt bij het spoorviaduct van de Stadhoudersweg in Rotterdam.

## Geschiedenis
Enkele punten uit de geschiedenis van rijksweg 13 in chronologische volgorde.
- 1930 – Opening Rijswijk (Hoornbrug - Rotterdamseweg - Vrijenbanselaan - Broekmolenweg) - Delft met één rijbaan met twee rijstroken per richting.
- 1930 - Opening vanaf aftakking Vrijenbanselaan tot aan de Brasserskade[3]
- 1933 – Opening Delft (Pauwbrug) - Overschie met twee rijstroken per richting.
- 1938 – Het wegvak Brasserskade (Delft) - Pauwbrug (Delft) met ongelijkvloerse kruisingen werd geopend.[4]
- 1959 – Snelheidsbeperking tot 70 km/h op slechte weggedeelten en delen met niet door middenberm gescheiden rijbanen.[5]
- 1960 – In beide richtingen wordt de A13 tussen Nootdorp en Delft verbreed van 2 naar 3 rijstroken.
- 1970 – Het traject Overschie - Kleinpolderplein wordt verbreed naar 2x3 rijstroken.
- 2002 – Maximumsnelheid tussen de Stadhoudersweg en het viaduct van de Doenkade (bij de afslag naar Berkel en Rodenrijs) wordt verlaagd naar 80 km/h.
- 2007 – In april werd de spitsstrook tussen de Doenkade en Delft-Zuid in noordelijke richting geopend.[6]
- 2012 – Op 2 juli werd de maximumsnelheid tussen de Stadhoudersweg en de Doenkade (aansluiting Berkel en Rodenrijs) verhoogd naar 100 km/h.
- 2014 – De maximumsnelheid tussen de Stadhoudersweg en de Doenkade wordt verlaagd naar 80 km/h.[7]
- 2019 – Op 1 februari 2019 is de ombouw van het knooppunt Zestienhoven van start gegaan ten behoeve van de aanleg van de verlengde A16.[8]

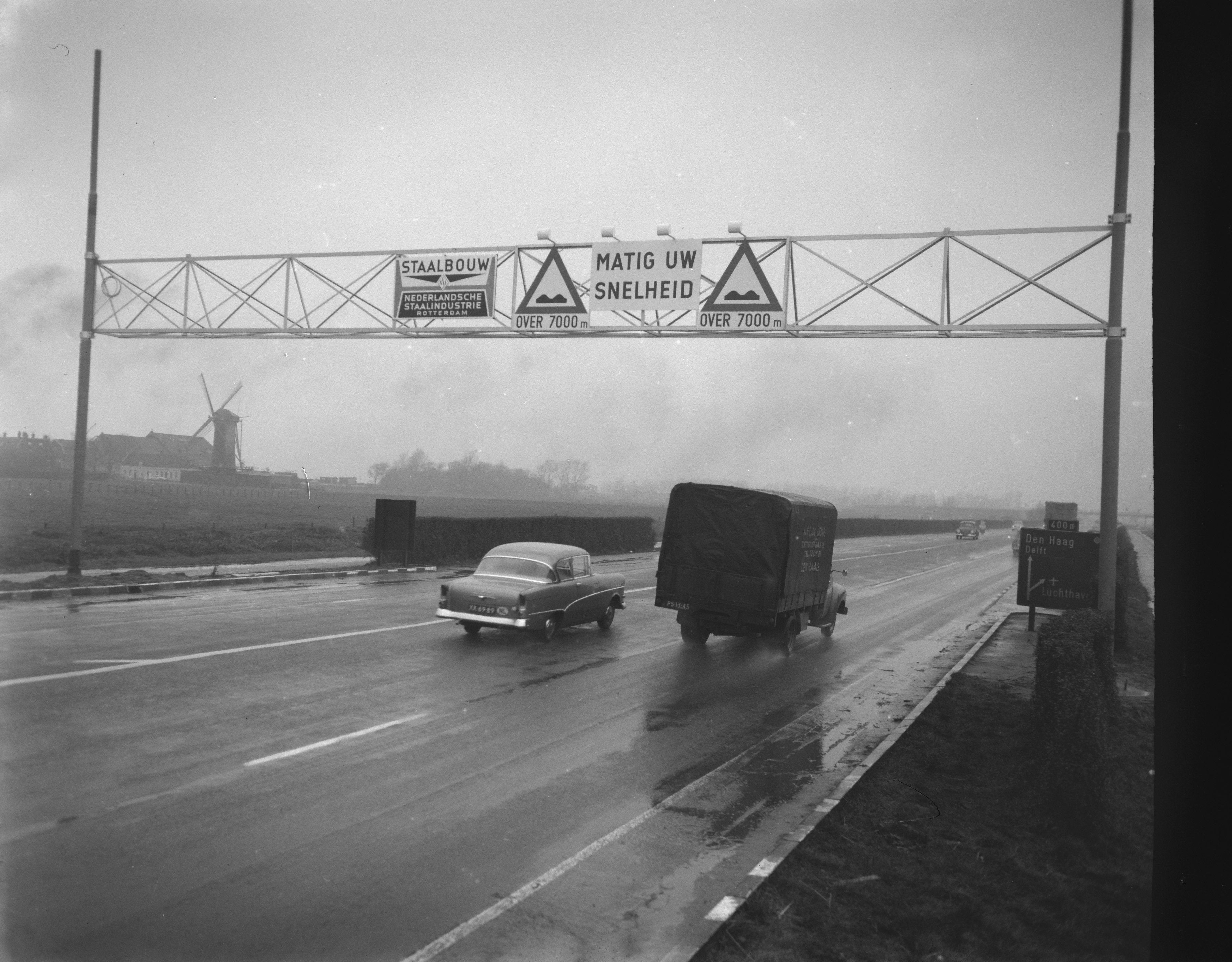
1958
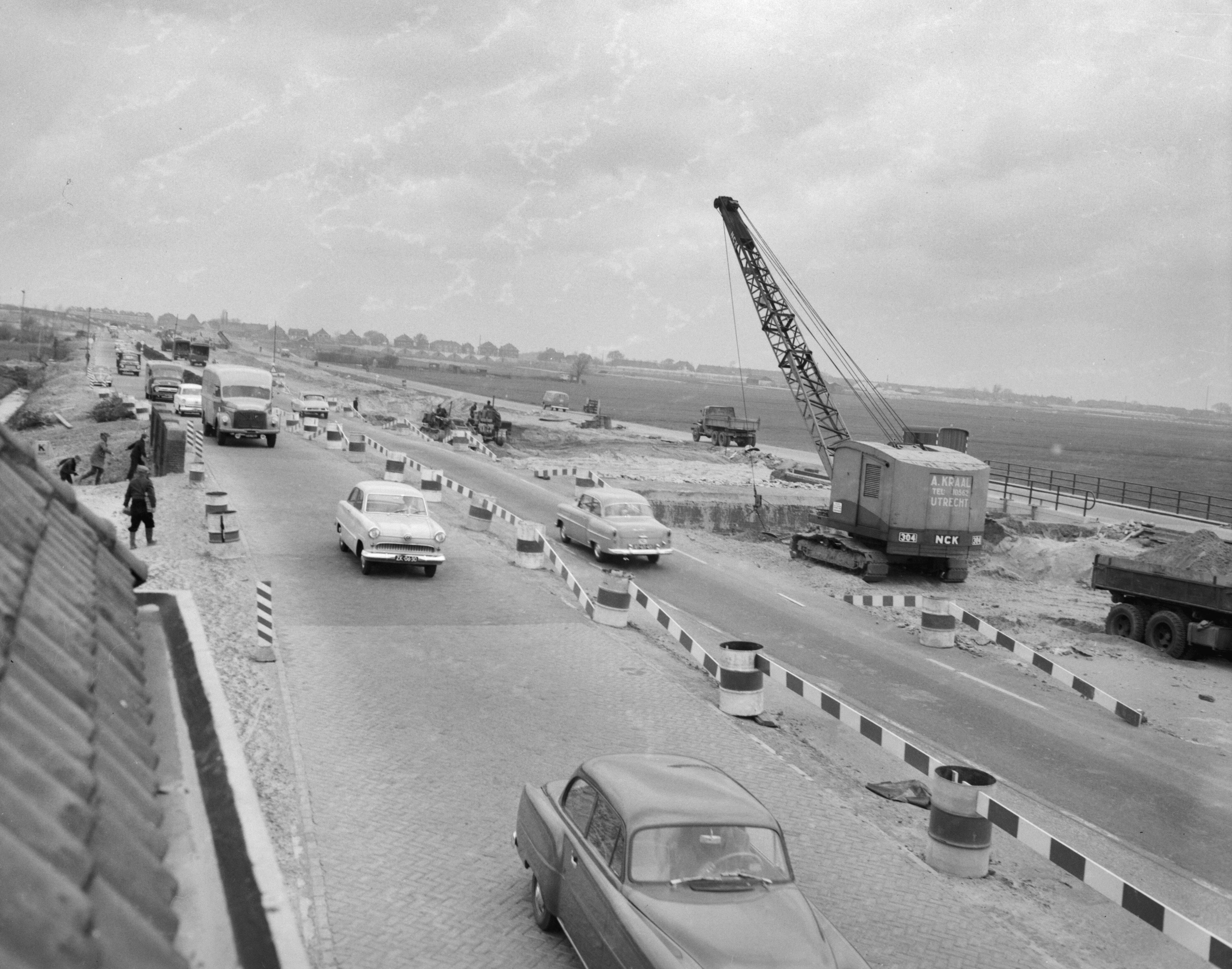
1959
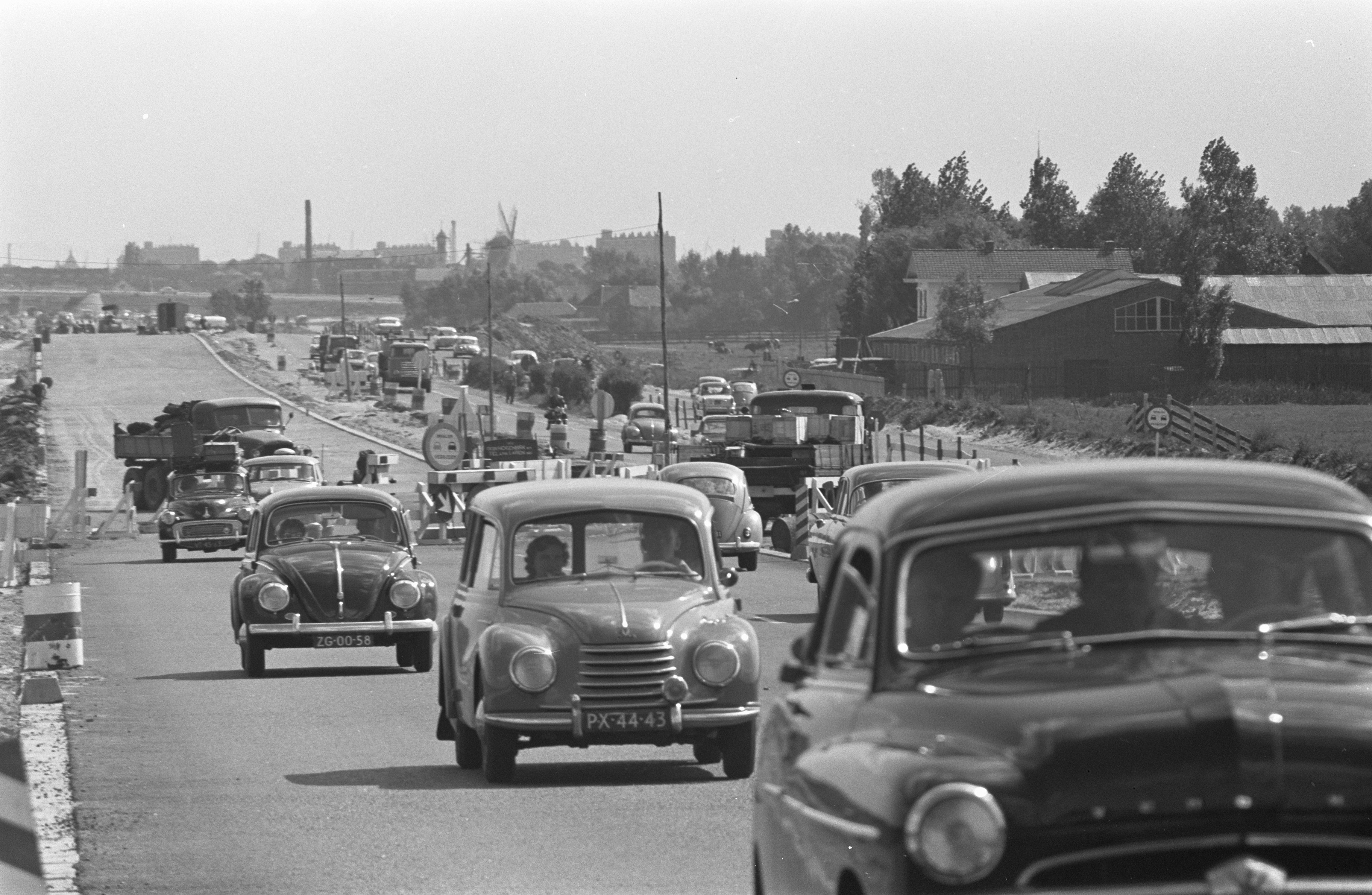
1959
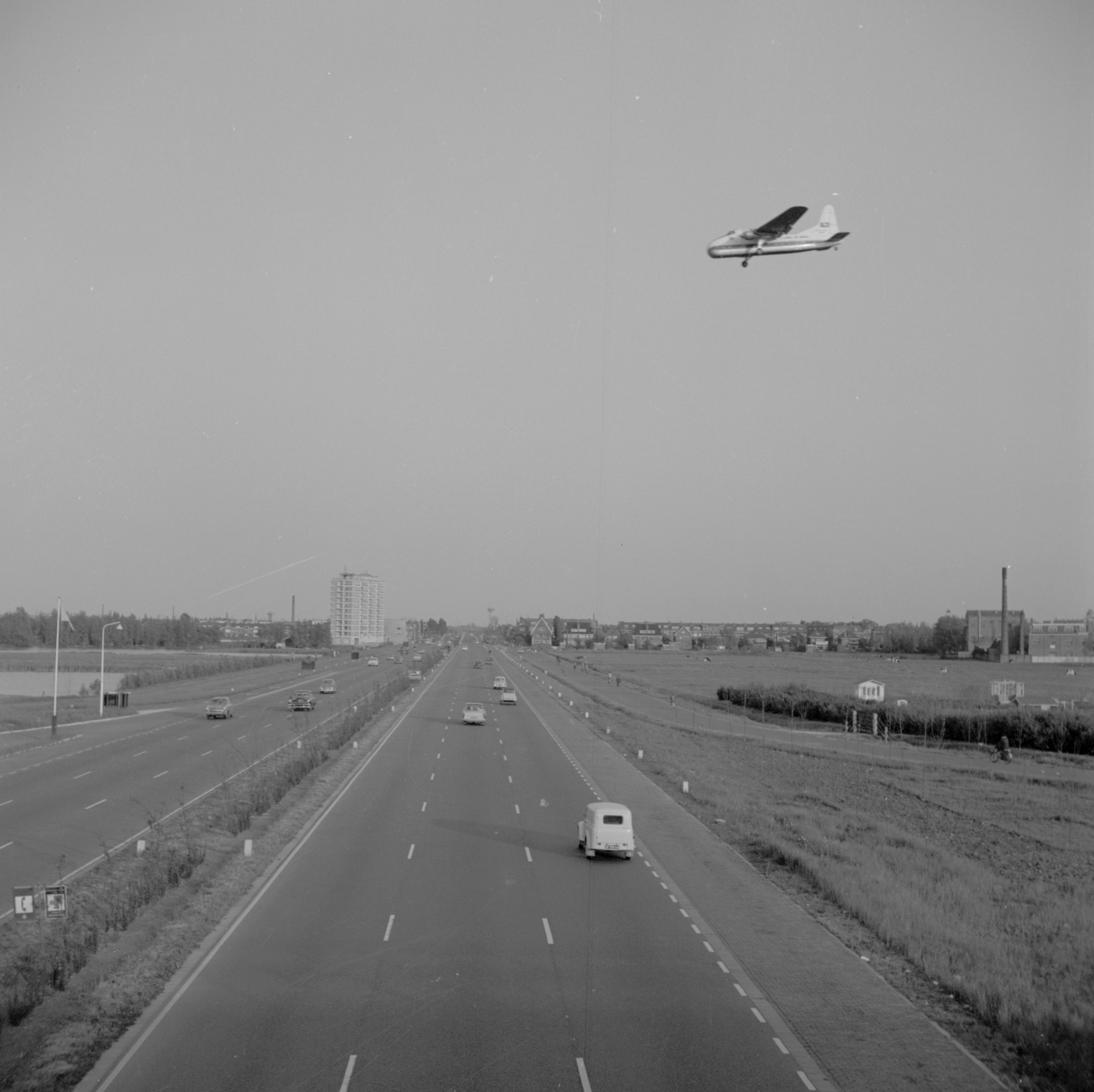
Ter hoogte van Vliegveld Zestienhoven; 1960s
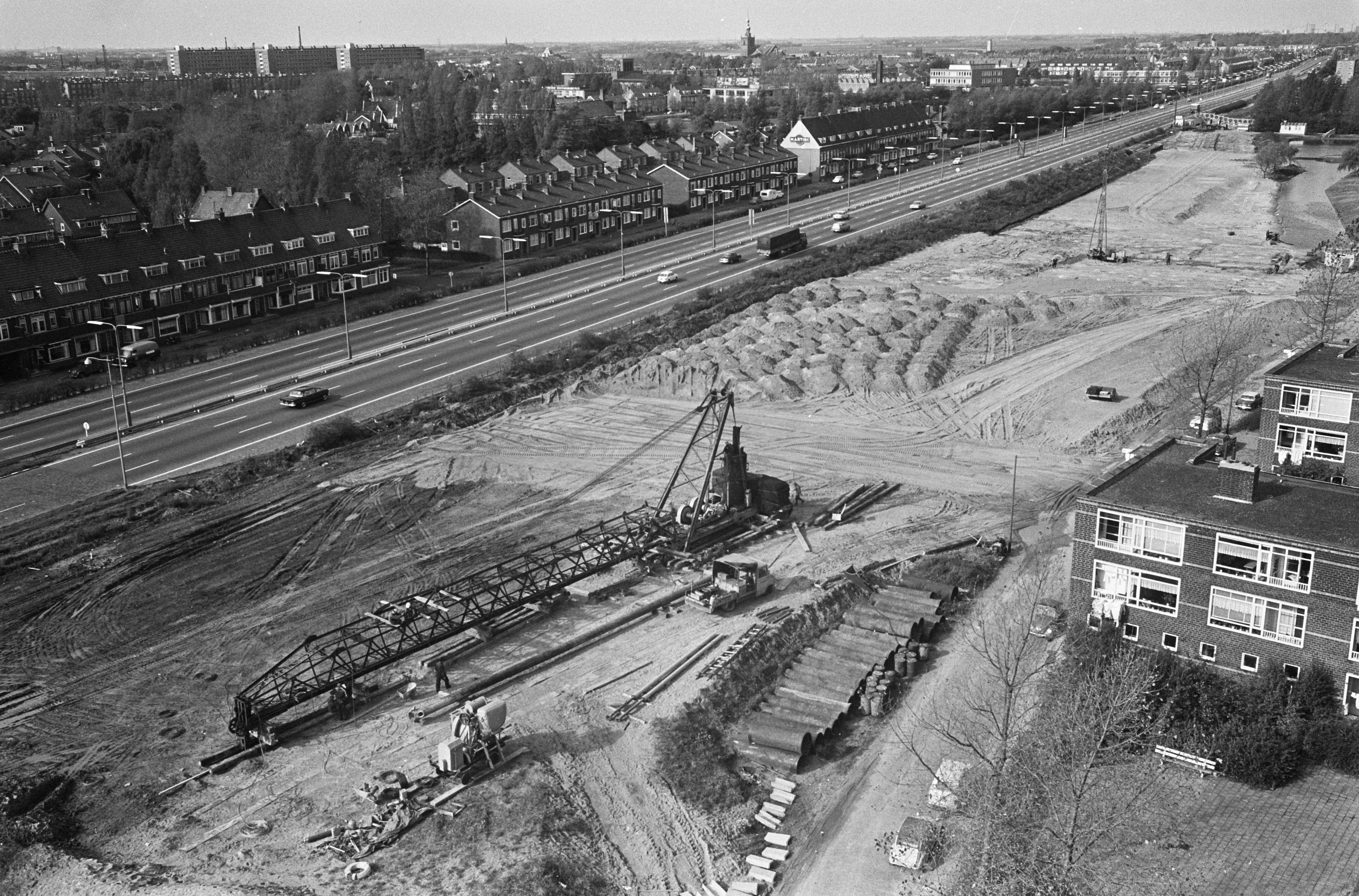
A13 ter hoogte van Overschie; 1967

## Weginrichting
| Traject                                          | Rijstroken               | Maximumsnelheid |
| ------------------------------------------------ | ------------------------ | --------------- |
| Knooppunt Ypenburg - Delft-Zuid                  | 2 x 3                    |                 |
| Delft-Zuid - Berkel en Rodenrijs                 | 2 x 3 Spitsstrook: 3 + 4 |                 |
| Berkel en Rodenrijs - knooppunt Kleinpolderplein | 2 x 3                    | 80 km/h         |
| Knooppunt Kleinpolderplein - Stadhoudersweg      | 2 x 2                    | 80 km/h         |

## File top 50
Een aantal locaties van de A13 komen en kwamen voor in de file top 50. Een leeg vak betekent dat de desbetreffende locatie niet voorkwam in de file top 50.
| Locatie                                  | 2017 | 2016 | 2015 | 2014 | 2013 | 2012 | 2011 | 2010 |
| ---------------------------------------- | ---- | ---- | ---- | ---- | ---- | ---- | ---- | ---- |
| Berkel en Rodenrijs (richting Rotterdam) |      |      | 11   | 20   | 24   | 21   | 23   | 25   |
| Kleinpolderplein (richting Rotterdam)    | 20   |      | 22   | 19   | 7    | 7    | 10   | 12   |
| Delft (richting Rotterdam)               |      |      | 31   | 32   | 39   | 43   |      |      |
| Delft (richting Den Haag)                |      |      |      | 50   | 44   |      |      |      |

Nadat het traject Schiedam - Delft van de A4 eind 2015 was opengesteld, namen de files op de A13 af omdat er een goed alternatief beschikbaar gekomen was.

## Afbeeldingen

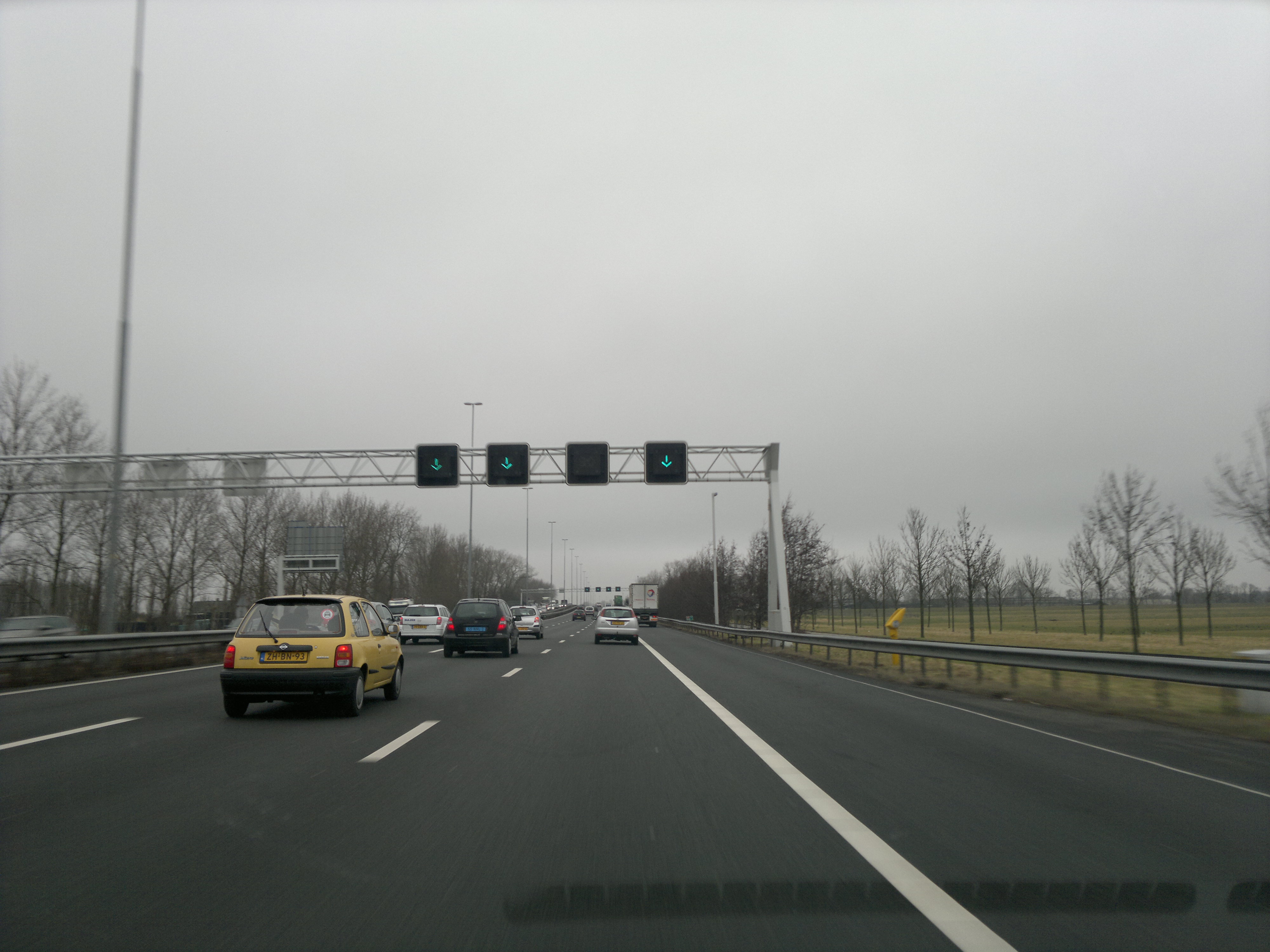
Geopende spitsstrook
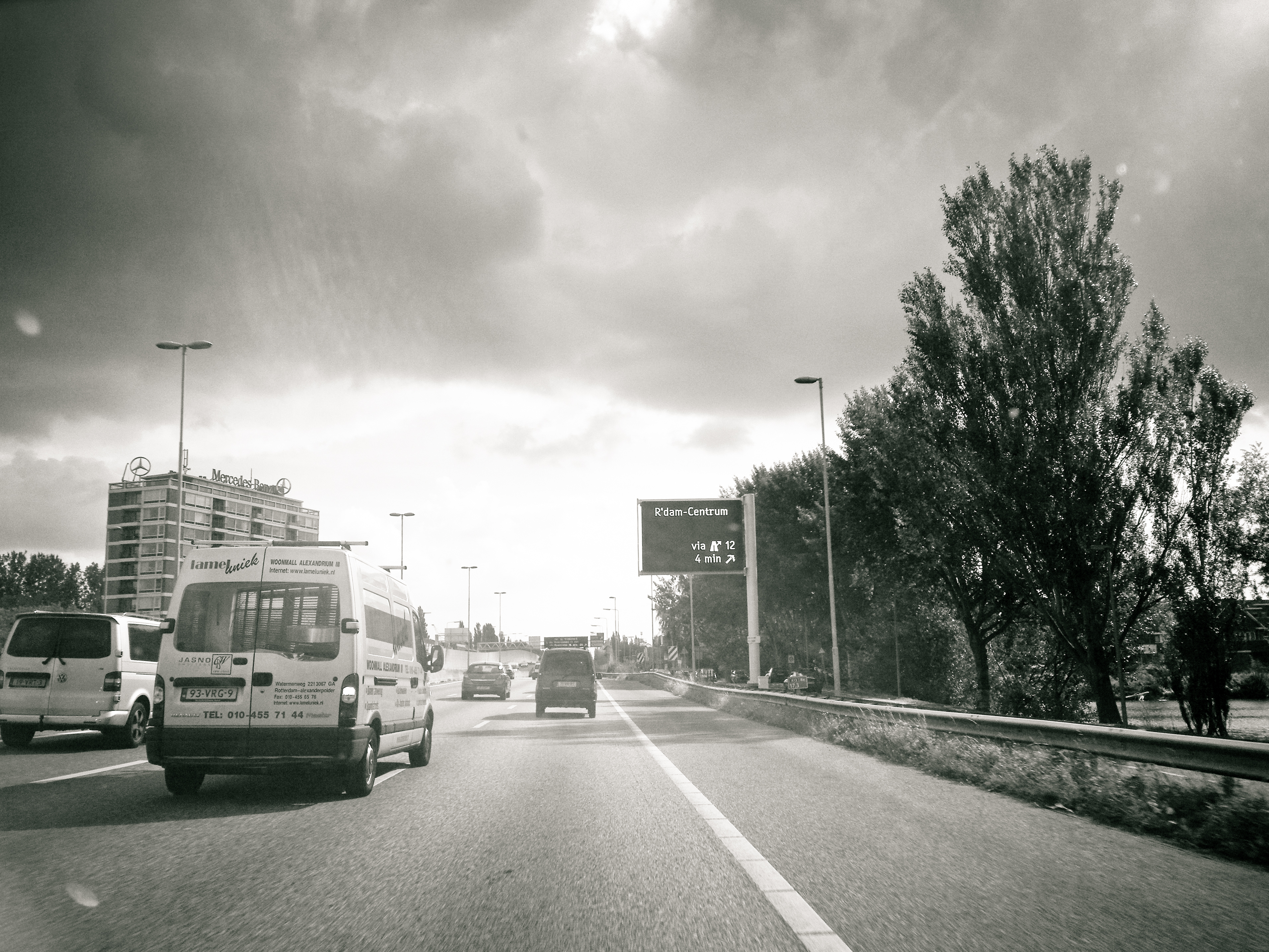
DRIP met reistijden langs de A13.
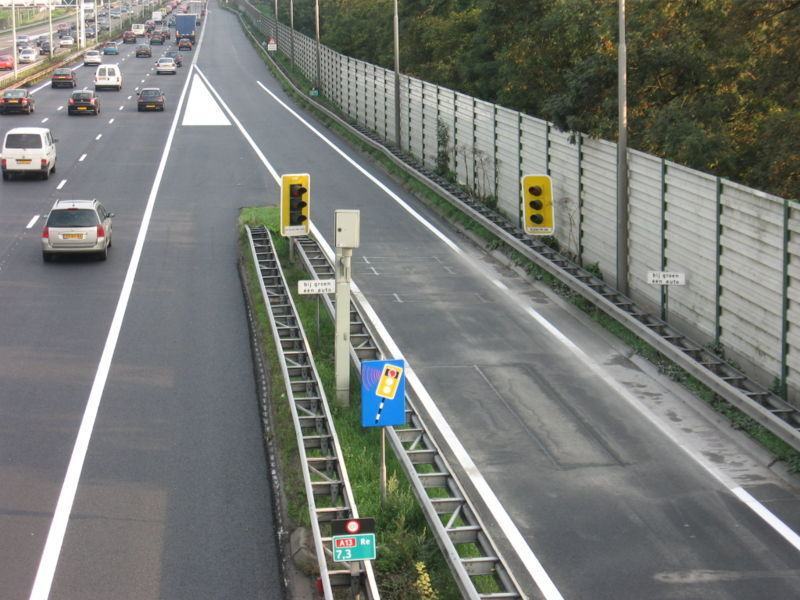
Toeritdosering ter hoogte van Delft.
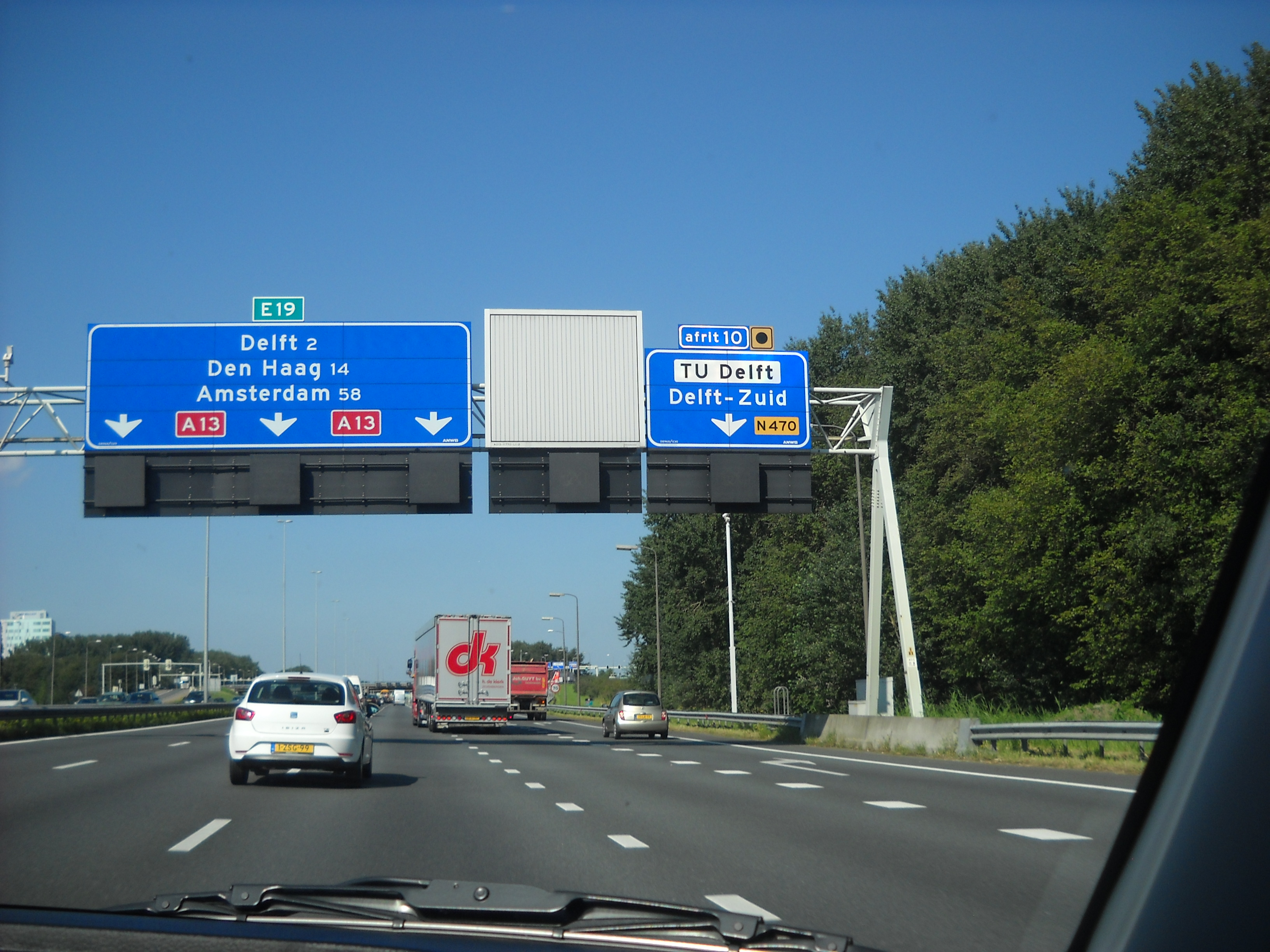
A13 in noordelijk richting ter hoogte van afslag Delft-Zuid.

Richting Rotterdam:
Vrijenban
Richting Rijswijk:
Ruyven